# Craig (Nebraska)
Craig es una villa ubicada en el condado de Burt en el estado estadounidense de Nebraska. En el Censo de 2010 tenía una población de 199 habitantes y una densidad poblacional de 269,59 personas por km².

## Geografía
Craig se encuentra ubicada en las coordenadas 41°47′7″N 96°21′45″O / 41.78528, -96.36250. Según la Oficina del Censo de los Estados Unidos, Craig tiene una superficie total de 0.74 km², de la cual 0.74 km² corresponden a tierra firme y (0%) 0 km² es agua.

## Demografía
Según el censo de 2010, había 199 personas residiendo en Craig. La densidad de población era de 269,59 hab./km². De los 199 habitantes, Craig estaba compuesto por el 91.46% blancos, el 0.5% eran afroamericanos, el 2.51% eran amerindios, el 0.5% eran asiáticos, el 0% eran isleños del Pacífico, el 2.01% eran de otras razas y el 3.02% pertenecían a dos o más razas. Del total de la población el 2.51% eran hispanos o latinos de cualquier raza.